# Mount Twomey
Mount Twomey ist ein etwas abgelegener und über 1200 m hoher Berg im ostantarktischen Viktorialand. In den Usarp Mountains ragt er 3,5 km nordwestlich des Berg Peak am nordwestlichen Rand der Morozumi Range auf.
Der United States Geological Survey kartierte ihn anhand eigener Vermessungen und Luftaufnahmen der United States Navy zwischen 1960 und 1963. Das Advisory Committee on Antarctic Names benannte den Berg 1970 nach dem Geologen Arthur A. Twomey, der zwischen 1967 und 1969 in zwei aufeinanderfolgenden antarktischen Sommerkampagnen auf der McMurdo-Station tätig war.